# José Luis Uribezubia
José Luis Uribezubia Velar (Bérriz, Vizcaya, 21 de agosto de 1945) es un exciclista español, conoció como Katarrilla, profesional entre 1967 y 1977, cuyos mayor éxito deportivo lo logró en la Vuelta a España donde lograría 1 victoria de etapa en la edición de 1974. 

## Palmarés
| 1967 - Clásica de los Puertos - Tres Días de Leganés - Vuelta a Aragón 1971 - 1 etapa de la Vuelta a Mallorca 1972 - 3.º en el Campeonato de España de Montaña 1973 - 1 etapa de la Vuelta a Segovia | 1974 - 1 etapa en la Vuelta a España 1975 - G.P. Llodio 1976 - Vuelta a los Valles Mineros, más 1 etapa |

## Resultados

### Grandes Vueltas y Campeonatos del Mundo
Durante su carrera deportiva ha conseguido los siguientes puestos en las Grandes Vueltas y en los Campeonatos del Mundo en carretera:
| Carrera         | 1967 | 1968 | 1969 | 1970 | 1971 | 1972 | 1973 | 1974 | 1975 | 1976 | 1977 |
| --------------- | ---- | ---- | ---- | ---- | ---- | ---- | ---- | ---- | ---- | ---- | ---- |
| Giro de Italia  | -    | -    | -    | -    | 29.º | -    | 64.º | 14.º | -    | -    | -    |
| Tour de Francia | -    | -    | -    | Ab.  | 49.º | -    | -    | -    | -    | 86.º | -    |
| Vuelta a España | 37.º | Ab.  | -    | Ab.  | 27.º | 16.º | 18.º | 8.º  | Ab.  | -    | -    |
| Mundial en Ruta | -    | -    | -    | -    | -    | -    | -    | -    | -    | -    | -    |

## Equipos
- Kas Kaskol (1967-1971)
- Werner (1972)
- Kas Kaskol (1973-1974)
- Super Ser (1975-1976)
- Cafes Baque (1977)